# Шанлиурфа (аеропорт)
Аеропорт Шанлиурфа (тур. Şanlıurfa GAP Havalimanı (IATA: GNY, ICAO: LTCS)) — аеропорт, розташований у провінції Шанлиурфа, Туреччина, розташований приблизно за 33,9 км NW від центру міста Шанлиурфа.
Аеропорт є частиною Проекту Південно-Східної Анатолії (тур. Güneydoğu Anadolu Projesi, відомого як «GAP»), проекту регіонального розвитку в районі греблі Ататюрка.
Новий аеропорт відомий як «аеропорт GAP», оскільки він призначений для обслуговування працівників проекту GAP, а також міста Шанлиурфа.
Відкритий 17 червня 2007 року, він замінив старий аеропорт Шанліурфа (IATA: SFQ, ICAO: LTCH), що був розташований за 9 км S від міста.

Серед об’єктів аеропорту є кав'рня, пункти прокату автомобілів і каси авіаквитків, але майже всі об’єкти, включаючи навіть стоянку таксі, працюють лише під час польотів.
Аеропорт виконує спеціальні рейси до Саудівської Аравії під час сезону хаджу та умри до аеропорту Джидда та аеропорту Медіна.

## Авіалінії та напрямки, липень 2023
| Авіакомпанія     | Пункт призначення                     |
| ---------------- | ------------------------------------- |
| AnadoluJet       | Анкара, Стамбул–Сабіха Гьокчен, Ізмір |
| Pegasus Airlines | Анкара, Стамбул–Сабіха Гьокчен, Ізмір |
| Turkish Airlines | Стамбул                               |

## Наземний транспорт
Компанія Havaş пропонує маршрутні автобуси з/до аеропорту до центру міста та Сіверека . Аеропорт має власні служби таксі, а за запитом аеропорт може замовити спеціальних водіїв.

## Статистика
Див. джерело запитів Вікіданих та джерела.